# Licchavi

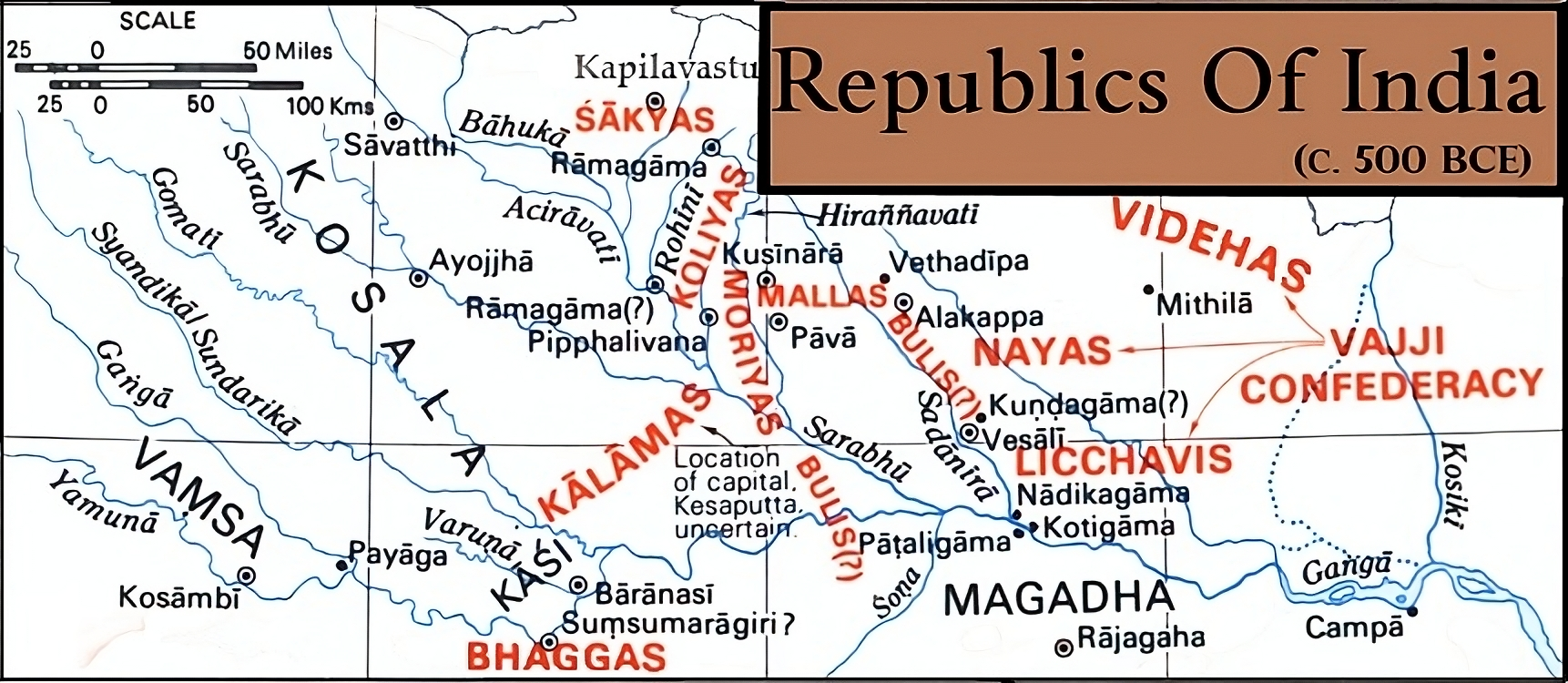
Mapa de la antigua República de India.

Los licchavi son un pueblo que se asentó entre el siglo VI a. C. y el siglo V a. C. en la orilla norte del río Ganges, en la región india de Bihar, con capital en Vaisali, en lo que hoy sería Nepal.
En su época, Vaisali fue probablemente una de las ciudades más ricas de la zona.
La ciudad estaba estratégicamente situada en un valle, protegida por murallas de piedra de 40 kilómetros.
Los licchavis fueron probablemente el primer pueblo de origen indio que gobernó en la zona.
Sus crónicas son bastante detalladas, lo que ha permitido conocer muchas de sus costumbres.
Gozaron de renombre por su gobierno republicano, teniendo una asamblea general de jefes de las distintas familias de la casta principal, los chatrías. Era por tanto una república aristocrática gobernada por oligarcas.
Formaron parte de una confederación liderada por los vriyi, de la que formaban parte también los videha o los gñatrika, entre otros.
Tuvieron, durante un tiempo, una importancia considerable, y rivalizaron con el creciente poder de los magadha por su gran importancia cultural, comercial y las relaciones que establecieron a lo largo de la cordillera del Himalaya, transformando el valle, de un lugar relativamente remoto, en el mayor centro intelectual y comercial entre el Asia del sur y central.
- Datos: Q1376731